# 114 (число)
114 (Сто чотирна́дцять) — натуральне число між  113 та  115.

## Ізопсефія
- Γέεννα — Геєна (грец.)

Гематрія:
- מלמד — Меламед.

## У науці
Атомний номер унунквадію.

## Нумерація
- 114 рік, 114 до н. е.
- ASCII-код символу «r»
- 114 Сур в Корані